# Rentchler
Rentchler es un lugar designado por el censo del condado de St. Clair, Illinois, Estados Unidos. Según el censo de 2020, tiene una población de 45 habitantes.
En los Estados Unidos, un lugar designado por el censo (traducción literal de la frase en inglés census-designated place, CDP) es una concentración de población identificada por la Oficina del Censo exclusivamente para fines estadísticos. No tiene reconocimiento oficial ni estatuto municipal. 

## Geografía
Está ubicado en las coordenadas 38°29′33″N 89°52′07″O / 38.49250, -89.86861 (38.49252, -89.868677). Según la Oficina del Censo, tiene una superficie de 0.81 km², correspondientes en su totalidad a tierra firme.

## Demografía
Según el censo de 2020, hay 45 personas residiendo en la zona. La densidad de población es de 55.56 hab./km². El 71.11% de los habitantes son blancos, el 2.22% es afroamericano, el 4.44% son amerindios, el 6.67% son asiáticos, el 4.44% son de otras razas y el 11.11% son de una mezcla de razas. Del total de la población, el 2.22% es hispano o latino.